# Peter Pan Speedrock
A Peter Pan Speedrock holland punk rock/psychobilly/hard rock együttes volt 1997-től 2016-ig. Eindhoven városában alakultak. Eleinte csak "Peter Pan" volt a nevük. Nevükhöz azért tették hozzá a "Speedrock" szót, mert úgy találták, hogy a "Peter Pan" névvel sehol sem fognak tudni fellépni, illetve a közönség is éretlennek találta őket. A név továbbá szójáték a "Peter Pan Syndrome" (Pán Péter-szindróma) nevű betegséggel is. A zenekar jelentős névnek számít a holland rock színtéren. 
2016-ban feloszlottak, azzal az indokkal, hogy "minden ambíciójuk megvalósult". 2020-ban dokumentumfilm készült az együttesről.

## Diszkográfia
- Peter Pan (1997)
- Rocketfuel (1998)
- Killermachine (2000)
- Premium Quality... Serve Loud! (2001)
- Lucky Bastards (2003)
- Spread Eagle (2005)
- Pursuit Until Capture (2007)
- We Want Blood! (2010)
- Buckle Up & Shove It! (2014)

## Egyéb kiadványok
- Home Steel 1999 (kislemez)
- Eindhoven Rockcity 1999 (válogatáslemez, közreműködés)
- "Action 2001" (kislemez)
- Speedrock Chartbusters Vol.1 (Tribute CD)
- Loud, Mean, Fast and Dirty 2004 (válogatáslemez)
- Split 2005 (split lemez a Zeke-kel)
- Cross Contamination 2008 (split lemez a Batmobile-lal)